# Perilous Plunge
Perilous Plunge war eine Wasserfahrattraktion in Knott’s Berry Farm (Buena Park, Kalifornien, USA) vom Modell Mega Splash des Herstellers Intamin, die am 15. September 2000 eröffnet wurde. Die Bahn wurde am 3. September 2012 geschlossen und anschließend abgebaut.
Das Layout der Strecke ähnelte einer 8. Die Wagen, die jeweils Platz für 24 Personen boten, wurden einen 37 Meter hohen Lifthill hochgezogen. Oben angekommen, machte die Strecke eine U-förmige Linkskurve, bevor die Wagen die 35 Meter hohe und um 75 Grad geneigte Abfahrt hinunterfuhren. Unten rasten sie in eine künstliche Lagune mit 2500 Kubikmetern Wasser. Um den Bremsweg zu verkürzen, wurden die Wagen zusätzlich mit einstellbaren Wirbelstrombremsen abgebremst. Durch die Bremsen war es auch möglich, die Wassermenge, die beim Auftreffen des Bootes verdrängt wurde, zu reduzieren.
Hochleistungspumpen pumpten pro Minute rund 150 Kubikmeter Wasser den 37 Meter hohen Lift hinauf. Die 35 Meter hohe Abfahrt war 10 Meter niedriger als die niedrigste Stelle der Niagarafälle. Zum Zeitpunkt ihrer Eröffnung war die Anlage die höchste und steilste Wasserbahn weltweit.